# Química
Química è un singolo del cantante brasiliano Biel, pubblicato il 27 novembre 2017 su iTunes. Nell'aprile 2016, Rede Globo ha annunciato che la canzone sarebbe stata inclusa come colonna sonora della soap opera Haja Coração.

## Vídeo musicale
Il video musicale è stato pubblicato il 27 novembre 2015, diretto da Thiago Calviño.

## Tracce
Testi e musiche di Umberto Tavares, Jefferson Junior e Romeu R3.
1. Química – 2:44

## Altre Canzoni dell'Artista
- "Pimenta"